# Kevin Lane Keller
Kevin Lane Keller (nascido em 23 de junho de 1956) é professor de Marketing da Tuck School of Business da Dartmouth College. Ele é conhecido por ter escrito Gestão da Marca autoria Estratégica (Prentice Hall, 1998, 2002, 2008 e 2012), publicação amplamente utilizada na gestão de marcas. O livro é focado no "como" e "porquê" da gestão da marca, este guia de estratégia fornece diretrizes táticas específicas para o planejamento, construção, medição e gestão de brand equity. Ele publicou sua pesquisa no Journal of Marketing, Journal of Marketing Research e Journal of Consumer Research. Além disso, Philip Kotler selecionou Keller para ser seu co-autor do mais recente edição do livro Administração de Marketing, também conhecido como "a bíblia do marketing". Keller era anteriormente parte do corpo docente da Escola de Graduação em Negócios em Stanford, da Universidade da Califórnia, de Berkeley e da Universidade da Carolina do Norte em Chapel Hill. Ele atuou como professor visitante na Universidade de Duke e da Australian Graduate School of Management. Ele é um ex-aluno da Universidade de Cornell, Carnegie-Mellon University e da Universidade de Duke. No setor privado, Keller atua como consultor de branding, fala em conferências da indústria e ajuda a gerenciar a banda de rock The Church. Keller atualmente reside em Etna, New Hampshire.

## Livros
- Kotler, Philip/Keller, Kevin Lane: Marketing Management, 13th edition, Upper Saddle River, NJ: Prentice-Hall, 2009, ISBN 978-0131457577
- Keller, Kevin Lane: Strategic Brand Management, 4th edition, Upper Saddle River, NJ: Prentice-Hall. 2012, ISBN 978-0132664257
- Keller, Kevin Lane: Best Practice Cases in Branding, 3rd ed., Upper Saddle River, NJ: Prentice-Hall, 2008, ISBN 978-0131888654